# Kakadu (Deutschlandfunk Kultur)
Kakadu ist der Name des Kinderprogramms auf Deutschlandfunk Kultur. Die erste Sendung wurde am 1. Mai 1996 ausgestrahlt. Gesendet wird Kakadu sonntags ab 7. Juli 2019 von 7.30 Uhr bis 9.30 Uhr (davon von 9.05 Uhr bis 9.30 Uhr Kakadu Magazin*) sowie zu den bundesweiten Feiertagen. Kakadu ist die einzige Kinderradiosendung, die bundesweit gesendet wird.
*Kakadu Magazin wird an bundesweiten Feiertage (wenn die Feiertage zwischen Montag und Samstag fallen) eine halbe Stunde länger ausgestrahlt.
Wochentags wird Kakadu nicht mehr im Radio gesendet, dafür 2 Mal in der Woche Dienstag und Donnerstag kommt der Kakadu - Der Kinderpodcast heraus. 

## Programm
Im Mittelpunkt des Programms steht der wissbegierige und lebhafte Vogel Kakadu. Gemeinsam mit seinen Freunden, dem gutmütigen Tiger und der klugen Schildkröte, beschäftigt er sich mit Themen, die für Kinder im Alter von etwa sechs bis zwölf Jahren interessant sind. Auch vielschichtige politische oder kulturelle Fragestellungen werden kindgerecht aufbereitet.
Jede Sendung steht unter einem eigenen Motto und wird mit einem Nachrichtenüberblick eingeleitet. Als übergeordneter Rahmen werden beispielsweise Entdeckertage, Infotage aber auch Musik- und Quasseltage angeboten. Die Vermittlung der Inhalte geschieht u. a. über
Diskussionen, Reportagen, Rezensionen oder Mitmach-Rätsel.
Neunmal im Jahr stellt der Kakadu für Kinder interessante Orte in Deutschland näher vor. So stand 2011 eine Planetenbeobachtung in der Potsdamer Sternwarte auf dem Programm, ebenso wie der Botanische Garten München im Frühling.

## Rezeption
Hervorgehoben wird von medienbewusst.de, dass die Vermittlung der Inhalte über eine klare und verständliche Sprache erfolgt und die Kinder spielerisch in unterschiedlicher Form in die Sendungen einbezogen werden.

## Auszeichnung
Am 1. Dezember 2008 wurden Lydia Heller, Antonia Rötger und Nadine Querfurth, Autorinnen der Kindersendung, mit dem DUH-Umwelt-Medienpreis 2008 ausgezeichnet. Die Jury sah das Erfolgsrezept von Kakadu darin, dass Kinder durch kindgerecht aufgearbeitete Information zum Nachdenken und eigener Aktivität angeregt und motiviert werden. Die transportierte Botschaft, dass gemeinsames Handeln erfolgreich ist, unterstütze Kinder darin, sich für die Welt und ihre Zukunft zu engagieren.